# XELD-TV
XELD-TV fue una estación de televisión con licencia en la ciudad de Matamoros, Tamaulipas, México que transmitía en español e inglés para toda la zona del Valle del Río Grande. La estación transmitió en el canal 7 desde el 5 de septiembre de 1951 hasta el 29 de abril de 1959.

## Historia

### Apertura
La detención en el otorgamiento de nuevas licencias para estaciones de televisión hecha en 1948 por la Comisión Federal de Comunicaciones de los Estados Unidos detuvo cualquier fundación de una nueva estación de televisión del lado estadounidense del Valle de Río Grande cuando los canales 4 y 5 ya habían sido asignados. Mientras tanto, se había firmado un tratado internacional en el que a la ciudad de Matamoros se le habían adjudicado los canales 2, 7 y 11 junto con el canal 9 para la ciudad de Reynosa a la que también se le otorgó el canal 12 en 1952.
A la par, el canal 7 de Matamoros estaba siendo echado para ser utilizado por la estación XESE-TV. La estación estuvo operada por la Compañía Mexicana de Televisión, S.A., cuyo dueño, Manuel D. Leal, era también vicepresidente y gerente general de la estación de radio KIWW, con licencia en San Antonio, Texas. Sin embargo, nuevos socios entraron en escena.
Rómulo O'Farril pionero de la televisión mexicana quien fundó la primera estación de televisión en el país XHTV-TV, en 1950, observó la necesidad de una estación de televisión para el lado estadounidense y pensó que el canal 7 (mexicano) podría ser utilizado con ese fin. Se realizó una inversión de $300,000 pesos para construir las instalaciones y una torre transmisora de 170 metros de alto. La nueva estación con indicativo de llamada XELD-TV inició transmisiones el 15 de septiembre de 1951, con un estudio y torre transmisora ubicados en México además de una oficina de ventas ubicada en Brownsville, Texas. La estación fue innovadora al no solo ser la primera estación de televisión en el estado de Tamaulipas (y la tercera en el país), sino por ser la primera estación mexicana transfronteriza y la primera estación mexicana en afiliarse a una cadena norteamericana. Finalmente la estación se jactó de estar afiliada a todas las cadenas estadounidenses que existían entonces, aunque tenía afiliación principal con la CBS.
Emilio Azcárraga Vidaurreta dueño de XEW-TV y XEW-AM en la Ciudad de México era dueño de la mitad de la estación.

### Cierre
Cuando la detención de impuesta por la Comisión Federal de Telecomunicaciones fue levantada en abril de 1952, los canales 4 y 5 se mantuvieron operantes en el área y los posibles dueños de futuras estaciones tuvieron una oportunidad de buscar licencias. En septiembre de 1953 KGBT-TV con licencia en Harlingen, Texas entró al aire pasando a ser el afiliado principal de CBS y NBC en la zona. Esto inició el descenso de XELD-TV. Para enero de 1954 Rómulo O'Farril había solicitado a la Secretaría de Comunicaciones y Transportes mover la estación a Monterrey o Guadalajara, ambos grandes mercados mexicanos sin estaciones de televisión en esa época.
El 10 de abril de 1954, KRGV-TV abrió en Weslaco, Texas se convirtió en afiliado secundario a la ABC y principal de la NBC. Poco menos de un mes después, el 29 de abril, XELD-TV "suspendió de forma temporal" operaciones; un portavoz citó que la devaluación del peso y una avería de fuerza mayor en el generador de la estación fueron las principales razones para este movimiento que incluyó el despido de todos los empleados y el cierre de las oficinas de la estación. Dos meses después, el Huracán Alice devastó la región y destruyó las instalaciones del canal, poniendo así punto final a la estación. Sin embargo, la estación contribuyó al desarrollo de un nuevo mercado de televisión, con 18,000 equipos de televisión en la zona. O'Farril y Azcárraga, pasaron a formar junto a Guillermo González Camarena Telesistema Mexicano al siguiente año.
El canal 7 de Matamoros quedó vacante por 16 años, cuando llegó otra estación, XHAB-TV en 1968.